# Trigastrotheca rugosa
Trigastrotheca rugosa är en stekelart som först beskrevs av Szepligeti 1914.  Trigastrotheca rugosa ingår i släktet Trigastrotheca och familjen bracksteklar. Inga underarter finns listade i Catalogue of Life.